# Leucophora maculipennis
Leucophora maculipennis este o specie de muște din genul Leucophora, familia Anthomyiidae. A fost descrisă pentru prima dată de Albuquerque în anul 1953. Conform Catalogue of Life specia Leucophora maculipennis nu are subspecii cunoscute.